# Teișani
Teișani est une commune roumaine du județ de Prahova, dans la région historique de Valachie et dans la région de développement du Sud.

## Géographie
La commune de Teișani est située dans le nord du județ, sur la rive droite de la Teleajen, dans les collines des Carpates courbes, à 3 km au nord de Vălenii de Munte et à 30 km de Ploiești, le chef-lieu du județ.
La municipalité est composée des cinq villages suivants (population en 1992) :
- Bughea de Sus ;
- Olteni (748) ;
- Ștubeiu (606)
- Teișani (1 909), siège de la municipalité ;
- Valea Stâlpului (753).

## Politique
Le Conseil Municipal de Teișani compte 13 sièges de conseillers municipaux. À l'issue des élections municipales de juin 2008, Gheorghe Stanciu (PNL) a été élu maire de la commune.
| Parti                                                | Nombre de conseillers |
| ---------------------------------------------------- | --------------------- |
| Parti national libéral (PNL)                         | 5                     |
| Parti social-démocrate (PSD)                         | 4                     |
| Parti démocrate-libéral (PD-L)                       | 2                     |
| Parti de la Nouvelle Génération - Chrétien-démocrate | 2                     |

## Religions
En 2002, la composition religieuse de la commune était la suivante :
- Chrétiens orthodoxes, 99,60 % ;
- Adventistes du septième jour, 0,27 %.

## Démographie
En 2002, la commune comptait 4 035 Roumains, soit la totalité de la population. On comptait à cette date 1 580 ménages et 1 490 logements.
| 1992  | 2002  | 2007  |
| ----- | ----- | ----- |
| 4 056 | 4 035 | 3 938 |

## Économie
L'économie de la commune repose sur l'agriculture, l'élevage, la transformation du bois et l'agrotourisme.

## Communications

### Routes
Teișani est située sur la route nationale DN1A Ploiești-Vălenii de Munte-Brașov. La route régionale DJ29 rejoint Vălenii de Munte et la DJ100N, Slănic.

### Voies ferrées
Teișani est desservie par ligne de chemin de fer Ploiești-Măneciu.